# Havsrätt

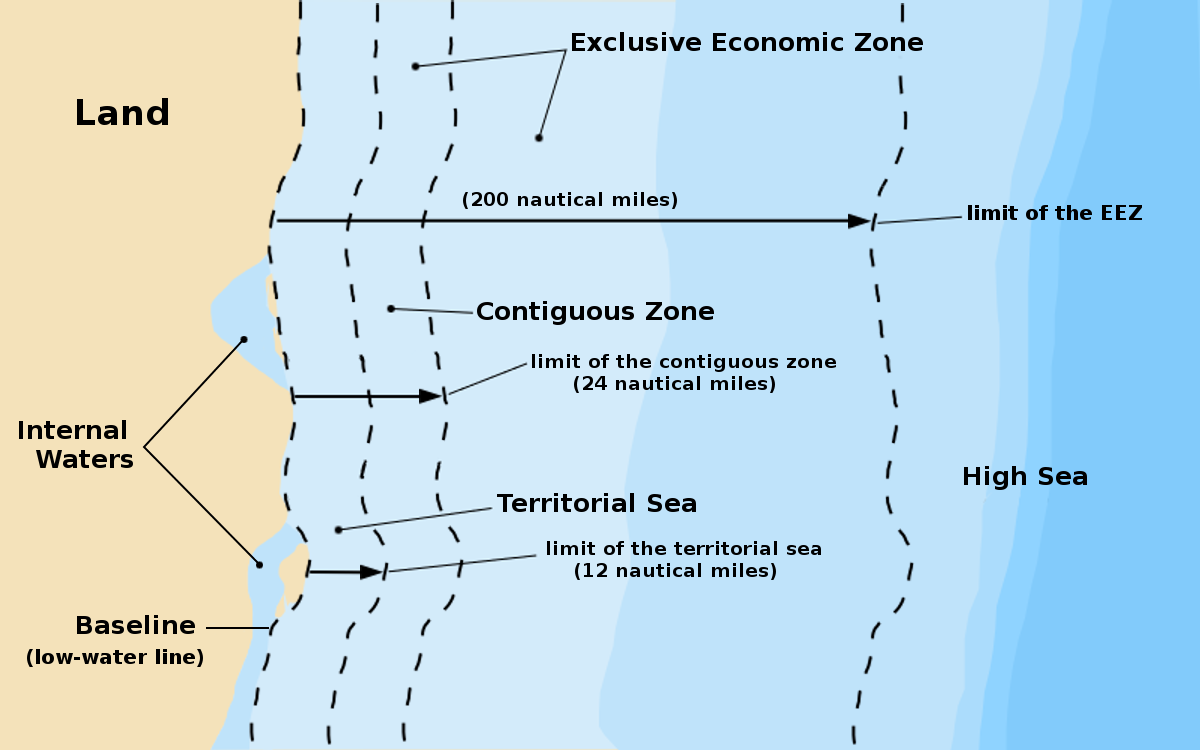
Bild över de olika marina zonerna enligt havsrättskonventionen

Havsrätt är en av de äldsta disciplinerna inom den offentliga internationella rätten som styr rätten till olika havsområden. 
Havsrätten regleras främst  i Havsrättskonventionen (UNCLOS) från 1982, men också i andra konventioner och internationell sedvänja.

## Historik
Havsrätten bygger på två motstående intressen (grundprinciper). Det ena formulerades redan på 1600-talet av Hugo Grotius, och är principen om det fria havet (Mare liberum). Den andra principen är den om territoriell integritet, där kuststaters rätt till havsområden intill deras territorium är centralt. Detta intresse tillkom framförallt under 1900-talet när det upptäcktes att inte bara naturresursen fiske fanns till havs utan även mycket olja och gas. Dessförinnan briljerade tankarna om att havet var fritt, med bara några få undantag. Till exempel var det sedväja att främmande skepp inte utan tillåtelse fick komma närmare en kanonkulas avfyringsavstånd en annan stats kust.